# Szkoła Podstawowa nr 2 im. kardynała Stefana Wyszyńskiego
Szkoła Podstawowa nr 2 im. kardynała Stefana Wyszyńskiego – placówka oświatowa znajdująca się w Imielinie (województwo śląskie), przy ul. Karola Miarki 7 w Imielinie.

## Historia
Szkoła została oddana do użytku we wrześniu 1966 roku jako jedna ze szkół Pomników Tysiąclecia Państwa Polskiego. Jej pierwszym kierownikiem był Dominik Buczek. Szkole nadano imię Edwarda Żabińskiego. W tym czasie w szkole pracowało 14 nauczycieli, mających uczyć 587 uczniów. W roku 1991 szkoła po akceptacji Kuratorium Oświaty w Katowicach rezygnuje z patrona. Po zmianach administracyjnych w roku 1995 szkoła zmienia organ prowadzący z Mysłowic na Miasto Imielin, które zyskuje samorządność. Dnia 28 lutego 1997 roku szkoła otrzymała imię kardynała Stefana Wyszyńskiego, a 28 maja tego samego roku miało miejsce uroczyste nadanie imienia. Od tamtej pory co roku w maju obchodzone są Dni Patrona. W 1999 roku po reformie systemu oświaty szkoła stała się jedyną szkołą podstawową w mieście. W roku 2006 zakończono rozbudowę szkoły o nowe skrzydło z salami dydaktycznymi, biblioteką i sekretariatem. W 2017 roku po kolejnej reformie systemu oświaty szkoła ponownie otrzymała numer 2. W 2018 roku oddano do użytku nową halę sportową z szatniami, nowymi salami i zapleczem sportowym, służącą całej społeczności imielińskiej.

## Dyrekcja
- dyrektor – Dagmara Kupczyk
- wicedyrektor – Ewelina Rozmus[1]

## Poprzedni dyrektorzy
- Dominik Buczek (1966 – 1976)
- Włodzimierz Stachoń (1976 – 1982)
- Wiesława Wiśniewska (1982 – 2004)
- Gabriela Szolczewska (30 grudnia 2003 – 31 sierpnia 2004)
- Jadwiga Lachor (2004 – 2009)
- Gabriela Szolczewska (2009 – 2015)
- Dagmara Kupczyk (2015 – nadal)[1]

## Absolwenci
- ks.dr Janusz Wilk
- dr Damian Noras
- Urszula Figiel-Szczepka
- Izabela Starczynowska
- Barbara Zientara
- Krzysztof Szluzy